# Nososticta fonticola
Nososticta fonticola är en trollsländeart som först beskrevs av Maurits Anne Lieftinck 1932.  Nososticta fonticola ingår i släktet Nososticta och familjen Protoneuridae. Inga underarter finns listade i Catalogue of Life.